# Alaotra-Bambuslemur

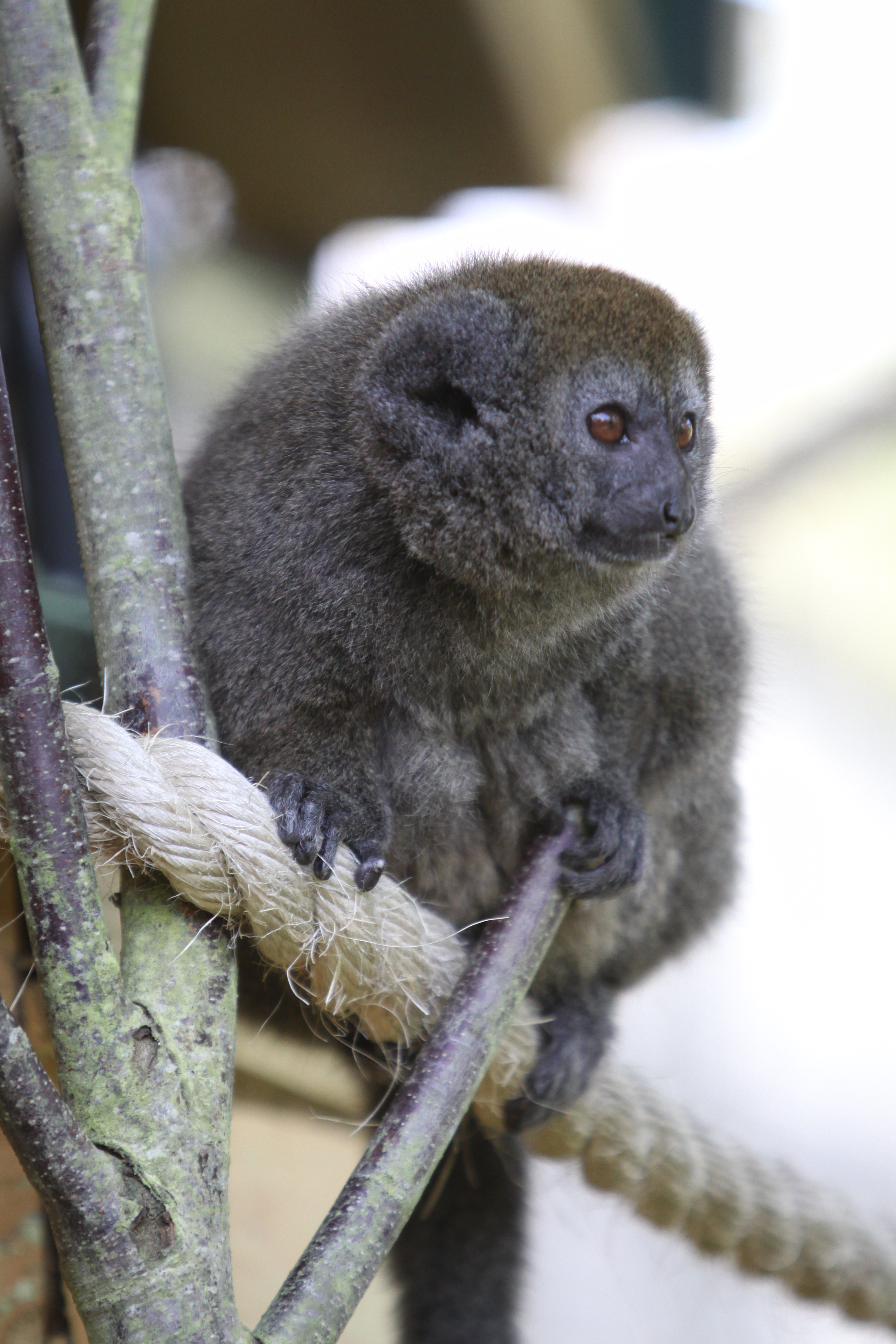
Alaotra-Bambuslemur im Durrell Wildlife Park

Der Alaotra-Bambuslemur oder Alaotra-Halbmaki (Hapalemur alaotrensis) ist eine Primatenart aus der Gruppe der Lemuren. Manchmal wird er als Unterart des Östlichen Bambuslemuren klassifiziert. 

## Merkmale
Alaotra-Bambuslemuren erreichen eine Kopfrumpflänge von 38 bis 40 Zentimetern, der Schwanz misst 39 bis 41 Zentimeter und das Gewicht beträgt 1,1 bis 1,4 Kilogramm, damit sind sie etwas größer als die Östlichen Bambuslemuren. Ihr Fell ist dicht und wollig, es ist an der Oberseite in einem dunklen Graubraun gefärbt, die Unterseite ist hellgrau. Die Oberseite des Kopfes und der Nacken sind kastanienbraun, diese Färbung kann sich über die Schultern erstrecken. Der Kopf ist rundlich, das Gesicht ist grau gefärbt. Wie bei allen Bambuslemuren sind die Ohren klein und abgerundet und die Schnauze kurz.

## Verbreitung und Lebensraum
Diese Primaten kommen wie alle Lemuren nur auf Madagaskar vor, ihr Verbreitungsgebiet ist heute auf die Uferregionen des Alaotra-Sees, des größten madagassischen Sees, beschränkt. Einzigartig unter Primaten ist ihr Lebensraum: sie bewohnen die mit Schilf und Papyrus bestandenen Marschgebiete am Ufer dieses Sees. Bis in die 1950er-Jahre lebten sie auch im Gebiet von Andilamena, rund 60 Kilometer nördlich des Alaotra-Sees, mit der Umwandlung der Marschen in Reisfelder sind sie dort ausgestorben.

## Lebensweise
Alaotra-Bambuslemuren sind kathemeral, das heißt, sie haben keinen ausgeprägten Tag-Nacht-Rhythmus. Ihre Hauptaktivitätszeiten umfassen die ersten und letzten drei Stunden mit Tageslicht, manchmal sind sie aber auch in der Nacht unterwegs. Im Schilf bewegen sie sich auf allen vieren fort, dabei biegen sie mit ihrem Gewicht die Halme um, um auf die nächsten Halme zu gelangen. Größere Distanzen können sie wie andere Bambuslemuren auch springend überwinden. Darüber hinaus können sie gut schwimmen.
Sie leben in Gruppen von zwei bis neun (meist drei bis fünf) Tieren. Die Mehrzahl der Gruppen sind Familiengruppen mit einem Männchen, einem Weibchen und dem gemeinsamen Nachwuchs, die größeren Gruppen beinhalten oft zwei Weibchen. Die Gruppen bewohnen feste Reviere mit 1 bis 8 Hektar Fläche, diese werden mit Drüsensekret und Rufen markiert. Die gegenseitige Fellpflege spielt eine wichtige Rolle für den Gruppenzusammenhalt.
Die Nahrung dieser Tiere besteht vorwiegend aus Echtem Papyrus, Schilfrohr und Hühnerhirse.
Zwischen September und Februar bringt das Weibchen den Nachwuchs zur Welt, neben Einlingsgeburten sind Zwillinge relativ häufig (40 %). Die Jungen sind bei der Geburt relativ weit entwickelt und können sofort auf dem Rücken der Mutter reiten, manchmal „parkt“ sie sie während ihrer Nahrungssuche auch im Schilfdickicht.

## Bedrohung
Das gesamte Verbreitungsgebiet der Alaotra-Bambuslemuren umfasst weniger als 200 km², die Population ist darüber hinaus in eine kleinere Gruppe auf einer Halbinsel am Nordufer des Sees und eine größere Gruppe im Südwesten des Sees aufgeteilt. Die Umwandlung des Schilfgürtels in Reisfelder stellt die Hauptbedrohung dar, immer wieder werden auch Schilfflächen abgebrannt. Hinzu kommt das die Tiere bejagt werden, entweder zu Nahrungszwecken oder weil sie zu Heimtieren gemacht werden.
Eine Schätzung aus dem Jahr 2002 bezifferte die Gesamtpopulation auf rund 2500 Tiere, was einen Rückgang um mehr als 50 % im letzten Jahrzehnt bedeutet. Die IUCN listet die Art als „vom Aussterben bedroht“ (critically endangered).
In Europa gibt es 24 Halter, die deutsche Ersthaltung steht noch aus.

## Belege
1. ↑  Der Alaotra-Halbmaki in der Zootierliste, abgerufen am 9. Oktober 2018.